# Liptószentmiklós
Liptószentmiklós (szlovákul: Liptovský Mikuláš, 1920-tól 1952-ig Liptovský Svätý Mikuláš, németül: Sankt Nikolaus in der Liptau (Deutsch-Liptau), Liptau-Sankt-Nikolaus) város Szlovákiában, a Zsolnai kerület Liptószentmiklósi járásának székhelye.
A 20. század folyamán 13 egykor önálló községet (Alsórásztok és Felsőrásztok, Andaháza, Andrásfalu, Benic, Bodafalu, Csemic, Deménfalu, Illanó, Kispalugya, Okolicsnó és Sztosháza, Plostin, Verbic és Vitálisfalu) olvasztott magába.

## Fekvése
Rózsahegytől 23 km-re keletre, a Liptói-medence közepén, a Vág partján fekszik. Tengerszint feletti magassága 577 m.

## Nevének eredete
Nevét a helység templomának védőszentjéről kapta, előtagja egykori vármegyei hovatartozásra utal.

## Történelem
Területe már a bronzkorban lakott volt, a lausitzi kultúra telepe.
A 9. században irtványfalu volt, 1268-ban Liptói Miklós ispán tette népes jobbágytelepüléssé, és a falu közepén kápolnát emeltetett Szent Miklós tiszteletére. 1360-ban Nagy Lajos királytól városi rangot és piactartási jogot kapott, majd 1424-ben a Pongráczok itt két országos vásár tartására is jogot szereztek. 1443-ban megerősítették a templomát. Sokat szenvedett a huszita háborúkban. Egykori várát 1454 előtt szentmiklósi Pongrác építtette, a falakon belül pedig kúriát létesített. A 15. század végére Közép-Liptó kereskedelmi központja lett, a 16. század elején pedig megalakultak az első céhek is. A 17. század elején itt telepedett le Tranoscius György, a neves cseh protestáns prédikátor. 1677-ben az egész Liptó vármegye székhelye lett.
A 18. század végén Vályi András így ír róla: „SZENT MIKLÓS. Tót Mezőváros Liptó Várm. földes Urai Pongrácz, és több Urak, lakosai katolikusok, és másfélék, fekszik Vág vize mellett, Rozenbergához 2 1/2 órányira, ’s régi Szentegyházával, melly 1764-ben megújjíttatott, ’s 1780-dikban épűltt jeles Vármegyeházával, és több Nemes Uraknak épűleteikkel jelesíttetik; határja középszerű, lakosai földmívelés, és kézi mesterségek által táplállyák magokat, kereskedések meglehetős, serek ditsértetik; többféle égések által sanyargatódtak Lakosai.”
A város a szlovák nemzeti ébredés központja. 1829-ben itt létesült az első szlovák könyvtár, 1830-ban az első szlovák színtársulat, 1844-ben a Tatrín kulturális egyesület. 1848-ban itt dolgozták ki a szlovák nemzet 14 pontból álló kívánságait (Liptói követelések).
Liptószentmiklós a trianoni diktátum előtt Magyarországhoz tartozott, Liptó vármegye és a Liptószentmiklósi járás székhelye volt.
1918-tól került csehszlovák megszállás alá, véglegesen pedig 1920-ban a trianoni diktátum csatolta Csehszlovákiához.

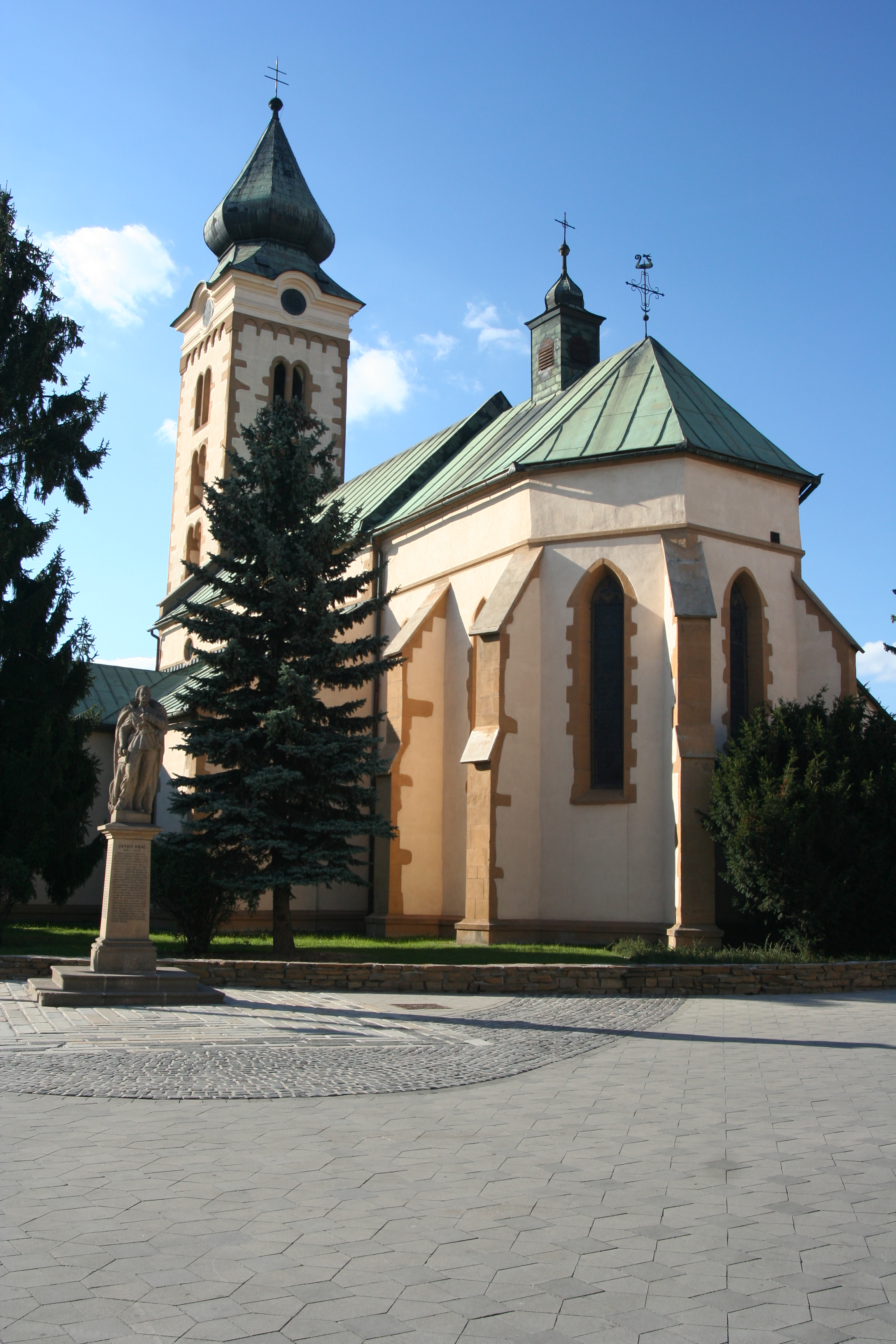
A Szent Miklós-templom

## Népesség[4]
| Év:            | 1994.  | 2004.   | 2014.   | 2024.   |
| -------------- | ------ | ------- | ------- | ------- |
| Emberek száma: | 33 401 | 32 930  | 31 593  | 29 860  |
| Eltérés:       |        | -1,41 % | -4,06 % | -5,48 % |

| Év:            | 2023.  | 2024.   |
| -------------- | ------ | ------- |
| Emberek száma: | 30 040 | 29 860  |
| Eltérés:       |        | -0,59 % |

1880-ban 1777-en lakták, ebből 862 német, 677 szlovák és 180 magyar anyanyelvű.
1890-ben 1854 lakosából 882 szlovák, 660 német és 291 magyar anyanyelvű volt. Szentmiklóshustákon 22 magyar és 252 szlovák élt.
1900-ban 2993-an lakták, ebből 1619 szlovák, 690 német és 642 magyar anyanyelvű.
1910-ben 3251-en lakták: 1656 szlovák, 900 magyar és 655 német anyanyelvű. Csemicen 9 magyar és 54 szlovák élt.
1921-ben 5858 lakosából 5487 csehszlovák, 142 zsidó, 70 német, 48 magyar és 89 "külföldi" volt.
1930-ban 6855 lakosából 5785 csehszlovák, 448 német, 368 zsidó, 171 állampolgárság nélküli és 63 magyar volt.
1970-ben 15913-an lakták: 54 magyar és 15061 szlovák. Rásztokon 134 szlovák élt.
1980-ban 24520 lakosából 62 magyar és 23541 szlovák volt.
1991-ben 31725-en lakták, ebből 29927 szlovák és 97 magyar.
2001-ben 33007 lakosából 31049 szlovák és 91 magyar volt.
2011-ben 31 921 lakosából 28 061 szlovák és 70 magyar.

## Nevezetességei
- A Szent Miklós-templom 1280 körül épült gótikus stílusban egy régebbi kápolna helyén. A 15. században a Pongráczok erődítménnyel vették körül, majd bővítették. A 18. században barokk stílusban átalakították. Erődfalait 1945 után bontották el, ekkor nyerte vissza gótikus jellegét is az épület és a belső berendezése.
- A Palatinus-ház 1713-ban épült késő barokk stílusban, ez volt egykor a vármegyeháza. A 18. század második felében bővítették, ma múzeum.
- Az Illésházy-kúria a 17. század végén épült és akkor ez lett Liptó vármegye székhelye; a 19. század második felében és a 20. század elején átépítették, ma a Janko Kráľ Irodalomtörténeti Múzeum van benne.
- A Pongrácz-kúria a 15. század közepén épült.
- A Verbic városrészben lévő Evangélikus templom egy 1783-85-ben épített empire stílusú épület.
- A zsinagóga 1731-ben épült.
- A város karsztmúzeumát 1930-ban létesítették.

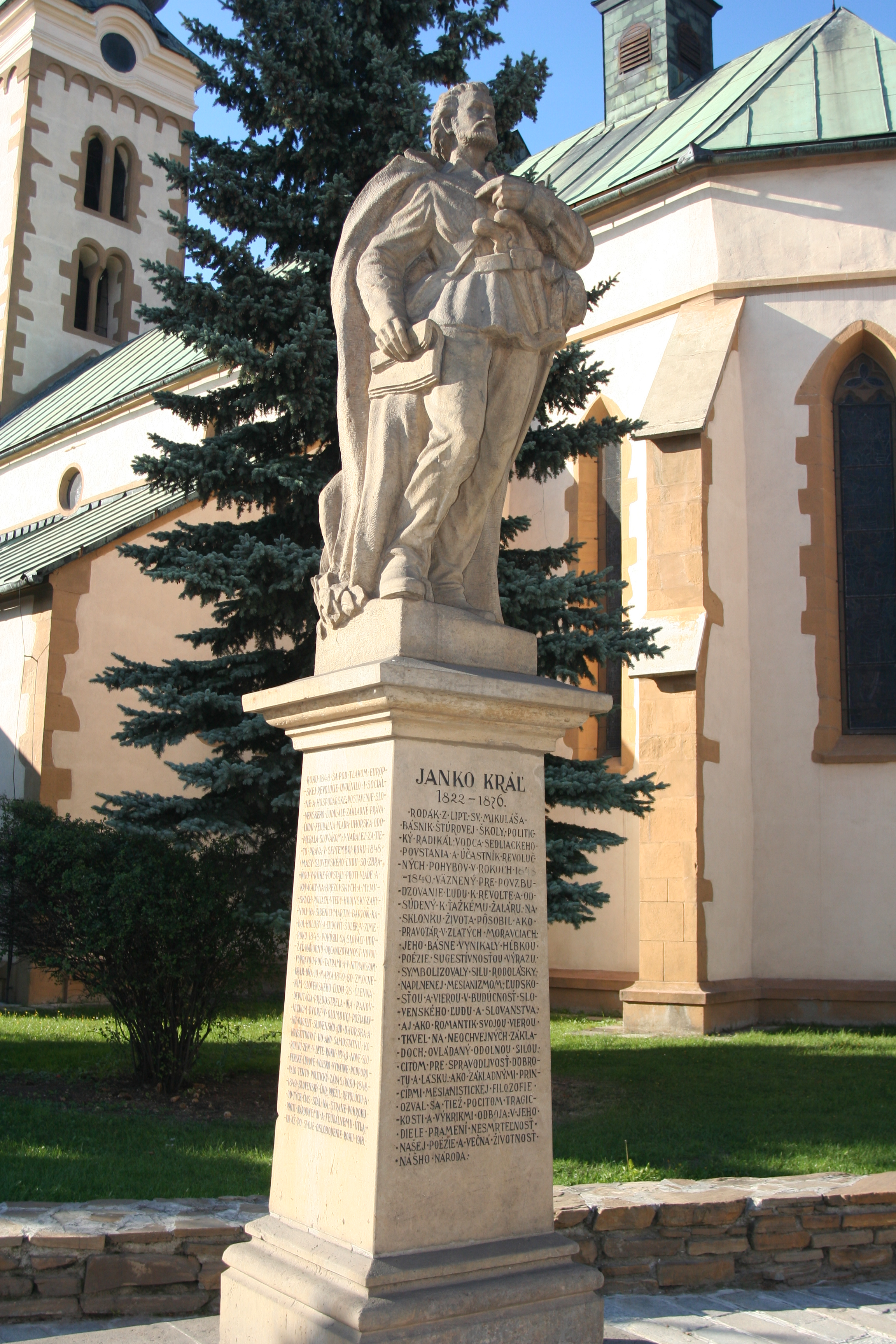
Janko Kráľ szobra

## Híres emberek
- Itt végezték ki 1713-ban Juraj Jánošík szlovák betyárt.
- Itt született 1732-ben Cornides Dániel szakíró.
- Itt született 1817-ben Klemens József a prágai festészeti akadémián képzett festő, rajztanár és botanikus.
- Itt született 1822-ben Janko Kráľ szlovák költő.
- Itt született 1824-ben Moravcsik Mihály evangélikus esperes-lelkész.
- Itt született 1843-ban Ján Levoslav Bella szlovák zeneszerző.
- Itt született 1844-ben Balló Mátyás vegyészmérnők, az MTA levelező tagja.
- Itt született Bacher Emil (1854–1926) közgazdász.
- Itt született 1859-ben Stodola Aurél szlovák származású svájci fizikus és mérnök.
- Itt született 1859. december 17-én Balló Ede festőművész.
- Itt született 1883-ban Martin Rázus szlovák költő.
- Itt született 1885-ben Steier Lajos író, történész.
- Itt született 1894-ben Janko Alexy szlovák festőművész.
- Itt született 1899-ben Rásonyi László nyelvész, turkológus, egyetemi tanár.
- Deménfalun született 1751-ben Boczkó Dániel evangélikus lelkész, püspök.
- Deménfalun született 1840-ben Kubinyi Miklós földbirtokos, táblabíró, jogász, történész, régész, gyűjtő, heraldikus. Árva vármegye történelmének első kiemelkedő kutatója.

## Gasztronómia
Innen származik a liptói túró, az azóta is gyártott finom juhtúró, a brindza magyar neve.

## Lásd még
- Andaháza
- Andrásfalu
- Benic
- Bodafalu
- Deménfalu
- Illanó
- Kispalugya
- Okolicsnó és Sztosháza
  - Okolicsnó
  - Sztosháza
- Plostin
- Verbic
- Vitálisfalu